# Hermann Merkel (Politiker)
Hermann Merkel (* 5. Februar 1878 in Mannheim; † 4. Januar 1938 ebenda) war ein deutscher Politiker (SPD).

## Leben und Wirken
Nach dem Besuch der Volksschule in Mannheim erlernte Merkel das Formerhandwerk. Später verdiente er seinen Lebensunterhalt als Hilfsarbeiter, Bohrer und Fräser in einem handwerklichen Betrieb. Im Jahr 1896 wurde er Mitglied der Gewerkschaft und 1899 trat er in die Sozialdemokratische Partei Deutschlands (SPD) ein. Nach einer Maßregelung im Jahr 1903 gab Merkel seine bisherige Tätigkeit auf. Stattdessen fand er eine neue Anstellung als Bürovorsteher in der Kanzlei seines Parteifreundes Ludwig Frank in Mannheim, die er knapp zehn Jahre lang beibehielt. 
Im Jahr 1913 wurde Merkel Redakteur der sozialdemokratischen Presse in Solingen. Aufgrund seiner Arbeit an diesem Organ wurden in den folgenden Jahren zahlreiche Pressestrafen gegen ihn verhängt. Aufgrund seiner Gegnerschaft zum Krieg wurde Ende 1918 ein Verfahren wegen Hochverrats gegen Merkel eingeleitet, das aufgrund der Novemberrevolution zum Erliegen kam. 
Anfang 1919 wurde Merkel von den Briten vier Monate lang in Haft gehalten. Seine Zeitung wurde verboten. Nach seiner Haftentlassung ging Merkel als Redakteur nach Stuttgart. Ende 1919 kehrte er nach Solingen zurück. Im Juni 1920 wurde Merkel als Kandidat der SPD für den Wahlkreis 25 (Düsseldorf West) in den ersten Reichstag der Weimarer Republik gewählt, dem er bis zum Mai 1924 angehörte.
Merkel übernahm vor und nach dem Ersten Weltkrieg zahlreiche gewerkschaftliche und politische Ehrenämter. Unter anderem führte er sechs Jahre lang das Gewerkschaftskartell und die Pressekommission in Mannheim. Ferner war er Vorstandsmitglied des Orts- und des Wahlkreisvorstandes der Mannheimer Sozialdemokratie sowie Vorstandsmitglied des Kreisvorstandes der USPD Solingen sowie ehrenamtlicher Beigeordneter der Stadt Solingen, Dezernent des Solinger Wohnungsamtes und Mitglied des Mannheimer Kreistags.